# Меліта (персоніфікація)

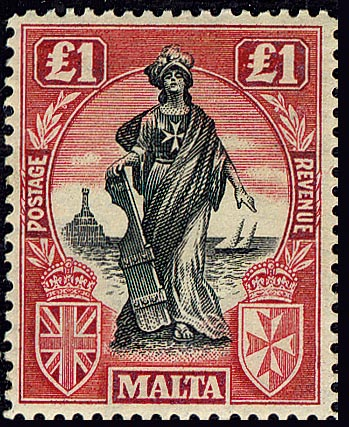
Меліта зображена на марці номіналом 1 фунт, розробленій Едвардом Каруаною Дінглі, випущеній 28 серпня 1922 року.

Меліта — національна персоніфікація Мальти. Назва походить від пунічно-римського міста Меліта (Μελίτη, давньогрецькою мовою Melite), стародавньої столиці Мальти, яка згодом перетворилася на місто Мдіна.
Символічне зображення країни у вигляді жінки, яку називають латинською назвою цієї країни, було поширеним у 19 столітті (наприклад, Британія, Колумбія, Німеччина, Гібернія та Гельвеція).

## Опис і походження

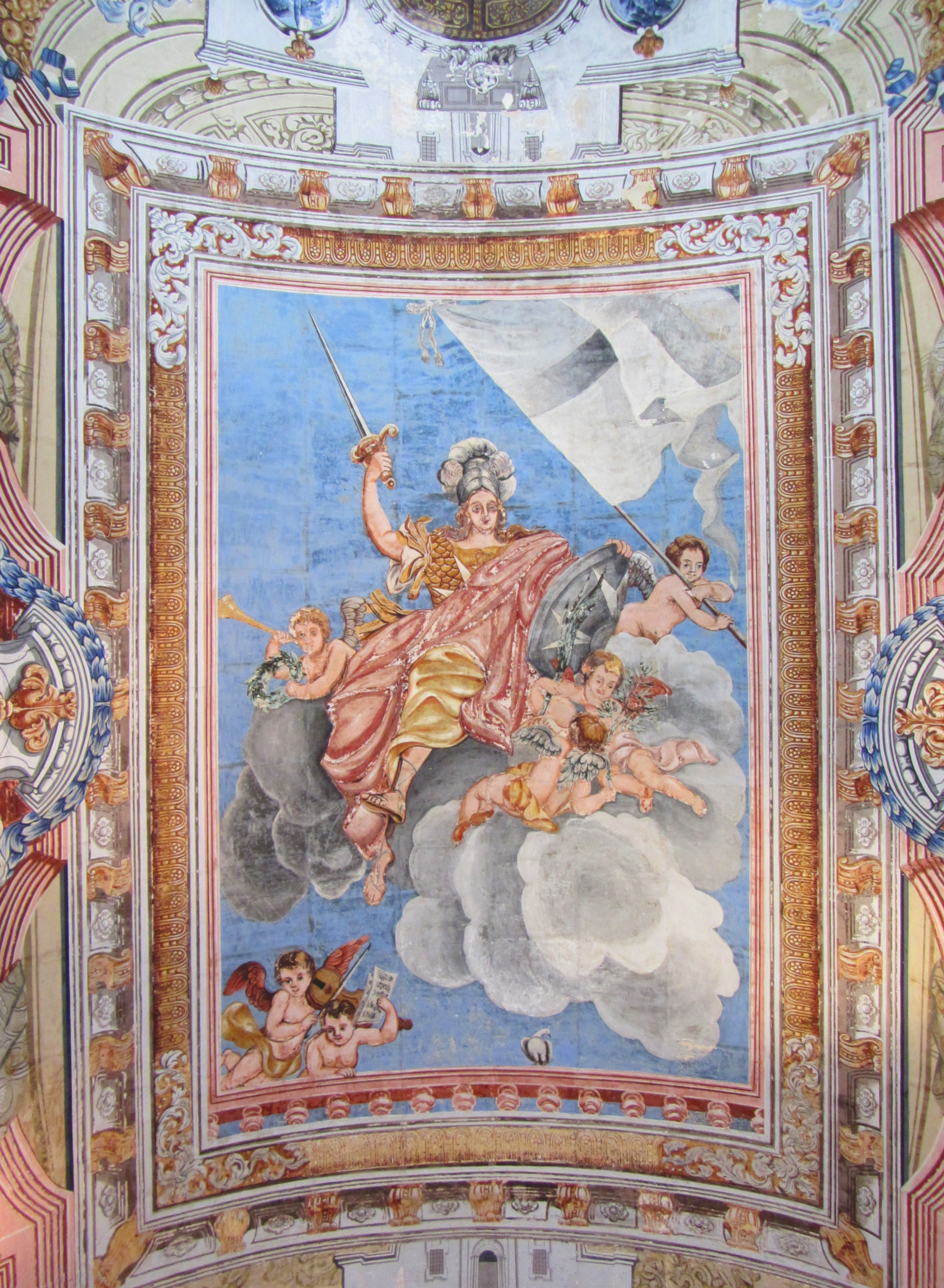
Фреска на стелі в Оберж де Прованс роботи Ніколау Назоні, що зображує уособлення «Релігії», яка має схожість із пізнішими зображеннями Меліти

Найдавніша відома персоніфікація Мальти датується 1481 роком. На ній зображено жінку, яка тримає скіпетр в одній руці та емблему Мальти в іншій, була створена для хору собору Мдіни.
Персоніфікація Меліти часто зображується як жінка у військовому вбранні з мальтійським хрестом. Це символізує стратегічне значення Мальти у військовому та морському контексті, а також відображає католицькі традиції островів. Ця іконографія натхненна іконографією римської богині Мінерви та алегорією сили духу в християнському контексті. Вона також має схожість із зображеннями Британії.
Вважається, що це зображення спочатку представляло орден Святого Іоанна, який правив Мальтою між 16 і 18 століттями. Прикладом алегоричного живопису, який подібний до пізніших зображень Меліти, є фреска 18-го століття в Оберж де Прованс Ніколау Назоні. На картині зображена жіноча фігура в обладунках із мальтійським хрестом, яка тримає меч і щит, і, як вважають, символізує «Релігію», спрощену назву для Ордену. Після вигнання Госпітальєрів з Мальти в 1798 році ця персоніфікація стала представляти саму Мальту завдяки сильним зв’язкам між ідентичністю островів і Орденом.
У першій половині 20 століття жінку у фальдетті іноді використовували як альтернативне уособлення Мальти, відмінної від Меліти.

## Зображення на марках та валюті

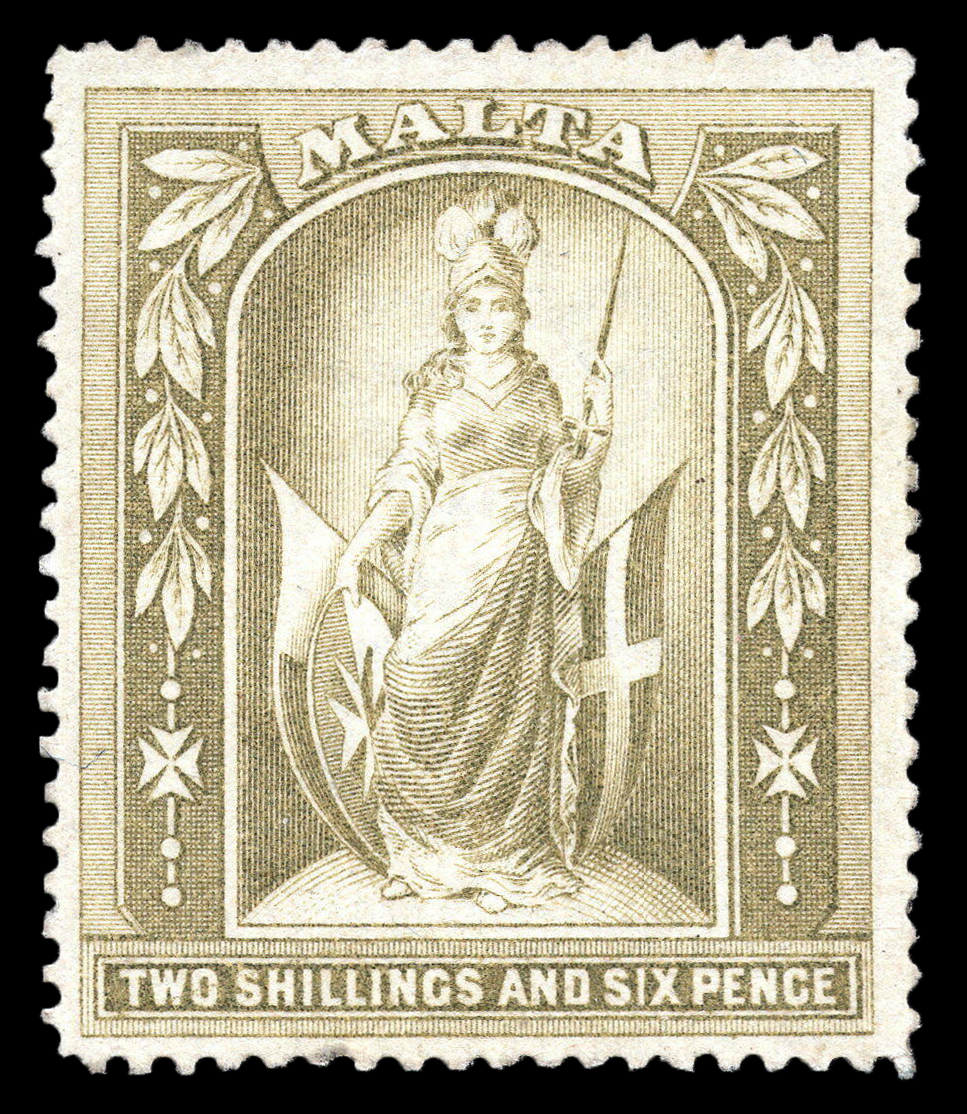
Марка Меліти 1899 року

### Марки
Меліту кілька разів зображували на мальтійських поштових або прибуткових марках. Алегорична фігура вперше з’явилася на марці в 1899 році, де вона була зображена, тримаючи меч і щит, на пізнішій версії з  Мальтійським хрестом. На тлі були прапори Мальти та Госпітальєрів. Дизайнер цієї марки невідомий і вона використовувалася до початку 1920-х років, а в 1919 році була перевидана з іншим водяним знаком  Спеціальні відбитки зразка 1899 року, іноді в нових кольорах або водяних знаках, також випускалися з наддруками для прибутку між 1902 і 1908 роками.
Між 1922 і 1926 роками була випущена серія поштових і прибуткових марок подвійного призначення, відома як марки Меліта, щоб відзначити самоврядність Мальти. Поштові марки мали два дизайни: один Едварда Каруана Дінглі, а інший Джанні Велла. Ескіз Каруана Дінглі, який використовувався для пенсів і фунтів, зображує Меліту як фігуру в мантії та шоломі, яка тримає стерно, — уособлення Мальти, яка керує власною долею, тоді як малюнок Велли показує Меліту, яка обіймає Британію, представляючи зв'язок Мальти з Британією в ролі сестер або як дочки і матері.

### Валюта
Зображення Меліти Каруаном Дінглі з'явилося на п'ятій серії банкнот мальтійських лір, які використовувалися з 1989 року, перш ніж Мальта перейшла на євро в 2008 році. На водяному знаку на цих і попередніх банкнотах також зображено голову алегоричної фігури Меліти. Алегорична фігура також з'являється на монетах Меліта, які карбуються з 2018 року.